# Stoglaw

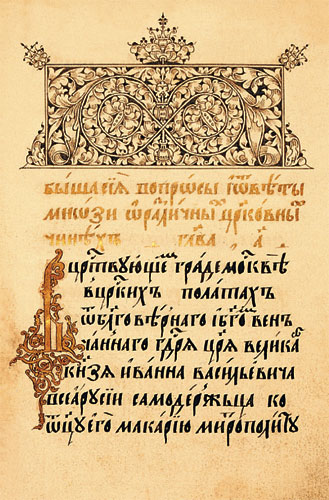
Titelblatt eines Manuskripts des Stoglaw von 1551

Der Stoglaw (russisch Стоглав Hundert Kapitel) ist ein russischer Moralkodex, der  zur Zeit Iwans IV. (1530–1584) unter Mitwirkung des Metropoliten Makarij von Moskau (1482–1563) zusammengestellt wurde. Er gab Antworten auf jene Fragen, die der Zar 1551 an das Konzil gerichtet hatte und sollte durch Aufklärung in den kirchlichen Organisationen dem Aberglauben und „ketzerischen“ Bewegungen entgegenwirken und die altrussischen Sitten und Tugenden sichern.